# 陈虎 (医师)
陈虎（1962年2月17日—2019年7月24日），男，生于重庆，原籍河南洛阳。中国造血干细胞移植专家。曾任解放军总医院第五医学中心全军造血干细胞研究所所长、教授。

## 生平
1962年2月17日出生于重庆市，1979年9月参军入伍。
1984年从解放军第三军医大学毕业。曾经参与了1985年最后一例胎肝细胞移植、1990年上海“6·25”辐射事故处置等重度放射病临床救治工作。1994年赴法国巴黎第六大学居里医学院深造，回国后担任第三〇七医院造血干细胞移植科主任。
1995年，陈虎在一次白血病患者手术中，决定抽取其外周血进行干细胞移植。这种创新方法让患者几乎没有承受任何痛苦，易于接受，但在国际上还处于起步阶段，国内还没有先例。经过1个多月的精心治疗，患者最终康复出院。这一治疗技术的重大突破，被评为1996年中国医药卫生十大科技进步新闻。
2015年，陈虎科研团队摘得造血干细胞领域首个国家科技进步一等奖。2015年8月，获授个人一等功。2016年获得何梁何利基金奖“科学与技术进步奖”。2017年，获得由欧洲骨髓移植协会全球委员会颁发的EBMT-圣安东尼成就奖。
2019年7月24日20时50分在北京因病逝世，享年57岁。